# Шивія (Шелопугінський район)
Шивія́ (рос. Шивия) — село у складі Шелопугінського району Забайкальського краю, Росія. Адміністративний центр Шивіїнське сільського поселення.

## Населення
Населення — 384 особи (2010; 465 у 2002).
Національний склад (станом на 2002 рік):
- росіяни — 99 %